# It (álbum)
It es el primer álbum lanzado por la banda Pulp. Originalmente fue lanzado en vinilo, con solo 2.000 copias en abril de 1983, fue relanzado en CD por "Cherry Red Records" en febrero de 1994 con 3 bonus track ("Everybody's Problem", "There Was..." y "Looking for Life"). Un CD de promoción fue relanzado en noviembre de 1994 por "Fire Records" (la única versión disponible hoy en día) que no incluyó las canciones "Everybody's Problem" y "There Was...".

## Lista de canciones
Todas las canciones escritas por Jarvis Cocker, excepto las indicadas.
1. "My Lighthouse" - 3:30 (Jarvis Cocker, Simon Hinkler)
2. "Wishful Thinking" - 4:17
3. "Joking Aside" - 4:20
4. "Boats and Trains" - 1:34
5. "Blue Girls" - 5:56
6. "Love Love" - 3:09
7. "In Many Ways" - 2:46
8. "Looking for Life" - 5:27 (no incluida en el lanzamiento original)

### Pistas adicionales del relanzamiento de 1994
- "Everybody's Problem"
- "There Was..."

- Datos: Q525985